# Wanderwege im Saarland
Die Wanderwege des Saarlandes werden vom Saarwald-Verein betreut. Die Wege im Saar-Pfalz-Kreis verlaufen historisch bedingt im Bereich des Pfälzerwald-Vereins. Es gibt 17 überregionale Wanderwege und 19 sogenannte Saar-Lor-Lux-Kulturwanderwege, daneben führt der Europäische Fernwanderweg 3 auf 23 km seiner Länge durch das Saarland. Die Länge der markierten Wege beträgt etwa 3.500 km.

## Überregionale Wanderwege
Alle überregionalen Wanderwege sind miteinander verknüpft, einige der kleineren Wege wie etwa der Höcherbergweg oder der Hoferkopfweg verbinden die größeren Wanderwege untereinander.
- Bergmannsweg
- Bliesgauweg
- Höcherbergweg
- Hoferkopf-Blies-Weg
- Hoxbergweg
- Jugendherbergsweg
- Naheweg
- Primswanderweg
- Saar-Blies-Weg
- Saar-Glan-Weg
- Saar-Hochwald-Weg
- Saar-Hunsrück-Steig
- Saar-Mosel-Weg
- Saar-Pfalz-Weg
- Saar-Rhein-Weg
- Saar-Rhein-Main
- Saarland-Rundwanderweg
- Saar-Wanderweg
- Saar-Westrich-Weg
- Schaumbergweg

## Regionale Wanderwege
Eine besondere Konzeption sind die 19 Saar-Lor-Lux-Kulturwanderwege. Sie nehmen Bezug auf historische Personen des Saarlandes, aber auch auf Geschichtsereignisse, die den Raum Saar-Lor-Lux geprägt haben. Ihr Entstehen geht auf eine Initiative des Saarwaldvereins und des Saarländischen Kulturkreises zurück. Die Wege sind geprägt durch die historischen und kulturellen Gemeinsamkeiten der Region und führen daher nicht nur durch das Saarland, sondern auch durch Frankreich, Luxemburg und Rheinland-Pfalz. Diese Wanderwege sind an mindestens einer Stelle mit den überregionalen Wanderwegen verknüpft.
Saar-Lor-Lux-Wanderwege
- Camphauser Schachtwege
- Clemens-Holzmeister-Weg
- Erzgräber-Weg
- Fritz-Wunderlich-Weg
- Johannes-Kirschweng-Weg
- Gallorömischer Weg
- Gräfinthaler Weg
- Gustav-Regler-Weg
- Hugenottenweg
- Liederkranz-Brunnenweg
- Maria-Croon-Weg
- Mariannenweg
- Matthias-Enzweiler-Weg
- Peter-Wust-Weg
- Pfarrer-Rug-Weg
- Saarlouiser Gauweg
- Warken-Eckstein-Weg
- Wendalinus-Weg
- Wolfgang-Maria-Rabe-Weg

## Premiumwanderwege
Premiumwanderwege sind Wanderwege, die nach Beratung durch das Deutsche Wanderinstitut angelegt und anschließend von diesem mit seinem Wandersiegel ausgezeichnet wurden. Im Saarland sind das neben dem Fernwanderweg Saar-Hunsrück-Steig folgende Traumschleifen (Rundwanderweg, der an einem Tag zu bewältigen ist):
Beispielsweise
- Biberpfad in Marpingen-Berschweiler
- Druidenpfad in Niedaltdorf
- Frohn-Wald-Weg in Riegelsberg
- Litermont-Gipfel-Tour in Nalbach
- Lücknerweg in Losheim am See
- Mühlenbach Schluchtentour bei Saarwellingen
- Saarschleifen-Tafeltour in Mettlach
- Stausee-Tafeltour in Losheim am See
- Weiselberg-Gipfeltour in Freisen
- Wolfsweg in Merzig

Eine vollständige Liste der Premiumwanderwege findet sich hier: Liste der Premiumwanderwege im Saarland

## Kommunale Wanderwege
Daneben gibt es im Saarland zahlreiche Wanderwege, die von den Kommunen oder den Landkreisen errichtet wurden. Ein Beispiel für einen solchen Wanderweg ist der Spaziergang Ludwigspark in Malstatt.
Sie alle aufzuführen, wird hier jedoch wegen ihrer großen Anzahl und teilweise fehlenden Relevanz nicht versucht.